# Llei d'Aire Net
La Llei d'Aire Net és una llei federal dels Estats Units dissenyada per controlar la contaminació de l'aire a nivell nacional. Cal l'Agència de Protecció Ambiental (EPA) per desenvolupar i fer complir les regulacions per a protegir el públic en general de l'exposició a contaminants de l'aire que se sap que són perillosos per a la salut humana. La llei de 1963 va establir un programa de recerca bàsica, que es va ampliar el 1967. Les principals modificacions a la llei, que requereixen controls de regulació de la contaminació de l'aire, van ser promulgades el 1970, 1977 i 1990.

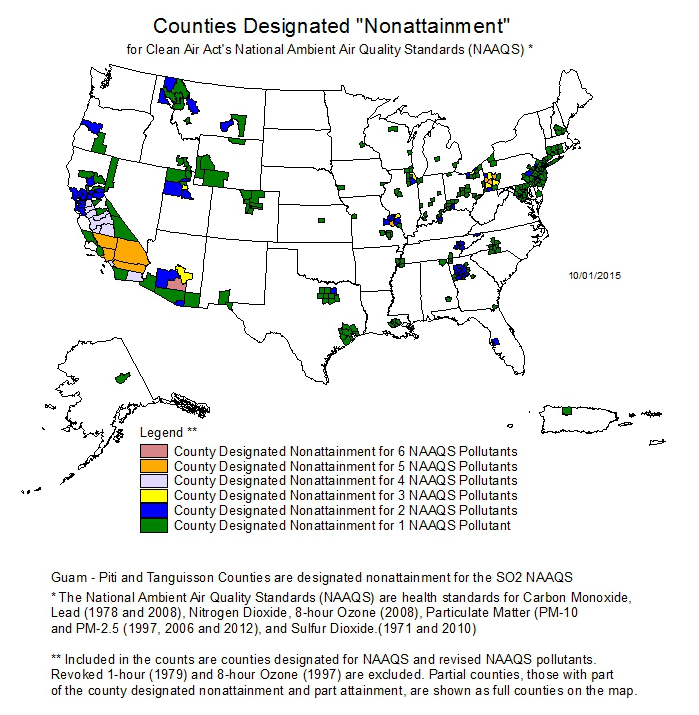
Comtats als Estats Units, on no es compleixen un o més Estàndards Nacionals de Qualitat de l'Aire Ambiental a d'octubre 2015.

Les modificacions de 1970 van ampliar considerablement el mandat federal en exigir àmplies regulacions federals i estatals, tant per a les fonts fixes de contaminació (industrial) i les fonts mòbils.
El 1990 es van afegir disposicions per fer front a la pluja àcida, l'esgotament de la capa d'ozó i la contaminació tòxica de l'aire, es va establir un programa de permisos nacionals de fonts fixes, i l'autoritat d'aplicació més gran. També es van establir nous requisits per a la reformulació de la gasolina, l'ajust de pressió de vapor Reid (RVP), que mesura la volatibilitat de la gasolina; i les normes per controlar les emissions d'evaporació de la gasolina.
La Llei d'Aire Net és important perquè va ser la primera llei ambiental important als Estats Units per incloure una predisposició relativa a les demandes ciutadanes. Nombrosos governs locals i estatals han promulgat lleis similars, ja sigui l'execució de programes federals o per omplir llacunes importants a nivell local en els programes federals.